# Fritz Schär
Fritz Schaer (Kaltenbach, 13 de março de 1926 - Matzingen, 29 de setembro de 1997) foi um ciclista suíço, profissional entre 1947 e 1958.
Foi uma das figuras mais importantes dentro do ciclismo suíço durante os anos 1950, junto a Hugo Koblet e Ferdi Kubler. Em 1950 converteu-se no primeiro suíço em portar a maglia rosa de líder no Giro d'Italia, o qual fez durante cinco dias, entre a 2ª e a 6ª etapa. O seu melhor posto na classificação geral do Giro conseguiu-o em 1954, ao terminar 9º.
Em 1953 adjudicou-se o primeiro maillot verde da história do Tour de France, outorgado ao vencedor na classificação por pontos. Naquele mesmo ano, portou o maillot amarelo durante seis dias e finalizou 6º na classificação geral. Em 1954, subiu ao pódio do Tour como terceiro classificado. Entre os seus sucessos também destaca a medalha de prata obtida no Campeonato do Mundo de 1954, disputado em Solingen, e vários triunfos de etapa em Giro e Tour.

## Palmarés
| 1949 - Campeonato de Zurique - 1 etapa da Volta à Suíça - À travers Lausanne - Tour do Lago Léman - 3º no Campeonato da Suíça em Estrada 1950 - Campeonato de Zurique - 1 etapa do Giro d'Italia - 2º no Campeonato da Suíça em Estrada 1951 - 1 etapa da Volta à Alemanha 1952 - 1 etapa do Giro d'Italia - 1 etapa da Volta à Suíça | 1953 - Campeonato da Suíça em Estrada - Campeonato da Suíça de médio fundo - 1 etapa da Volta à Suíça - 2 etapas do Tour de France, mais classificação por pontos 1954 - 2º no Campeonato da Suíça em Estrada - Tour de Berna - 3º no Tour de France - 2º no Mundial em Estrada 1955 - 1 etapa da Volta à Suíça 1956 - 1 etapa da Volta à Suíça |

## Resultados em Grandes Voltas
Durante a sua carreira desportiva tem conseguido os seguintes postos nas Grandes Voltas:
| Carreira           | 1949 | 1950 | 1951 | 1952 | 1953 | 1954 | 1955 | 1956 |
| ------------------ | ---- | ---- | ---- | ---- | ---- | ---- | ---- | ---- |
| Giro d'Italia      | 14º  | 11º  | Ab.  | 27º  | 14º  | 9º   | -    | -    |
| Tour de France     | -    | -    | -    | -    | 6º-  | 3º   | -    | Ab.  |
| Volta a Espanha    | X    | -    | X    | X    | X    | X    | -    | -    |
| Mundial em Estrada | 21º  | Ab.  | 21º  | -    | Ab.  | 2º   | -    | Ab.  |